# Most Fabrycjusza
Most Fabrycjusza (łac. Pons Fabricius, wł. Ponte Fabricio) – dwuprzęsłowy most nad jedną z dwóch odnóg Tybru w Rzymie, łączący Wyspę Tyberyjską z lewym brzegiem rzeki (tj. z centrum miasta). Został zbudowany w 62 roku p.n.e. przez Lucjusza Fabrycjusza, urzędnika odpowiedzialnego za nadzór nad drogami (curator viarum). Jest najlepiej zachowanym mostem rzymskim z czasów rzymskich.
Most ma 62 m długości oraz 5,50 m szerokości i składa się z dwóch przęseł o rozpiętości odpowiednio 24,24 i 24,50 m. W masywnym środkowym filarze znajduje się półkoliście zamknięty od góry przelotowy otwór. Podobne, lecz nieco mniejsze otwory znajdowały się na zewnątrz łuków głównych przęseł, umożliwiając poruszanie się wzdłuż brzegów rzeki. Zostały zlikwidowane podczas późniejszej budowy umocnień brzegowych Tybru. Most wzniesiony został z tufu i peperynu i obłożony z zewnątrz trawertynem. Na przęsłach mostu zachowały się inskrypcje pamiątkowe, upamiętniające budowę przeprawy oraz jej remont po powodzi z 23 roku p.n.e. Wynika z nich, że odbudową mostu kierowali konsulowie M. Lollius i Q. Lepidus. Obecna balustrada mostu jest nowożytna i pochodzi z 1679 roku. Znajdują się na niej dwie czterogłowe hermy przedstawiające boga Janusa, niebędące jednak elementem oryginalnego wystroju – ustawiono je dopiero w 1849 roku. Z ich powodu budowla bywa nazywana potocznie Mostem Czterech Głów (Ponte dei Quattro Capi).
W okresie średniowiecza most prowadził do rzymskiego getta, dlatego nazywano go także Mostem Żydowskim (Pons Iudaeorum).